# Henno Käo

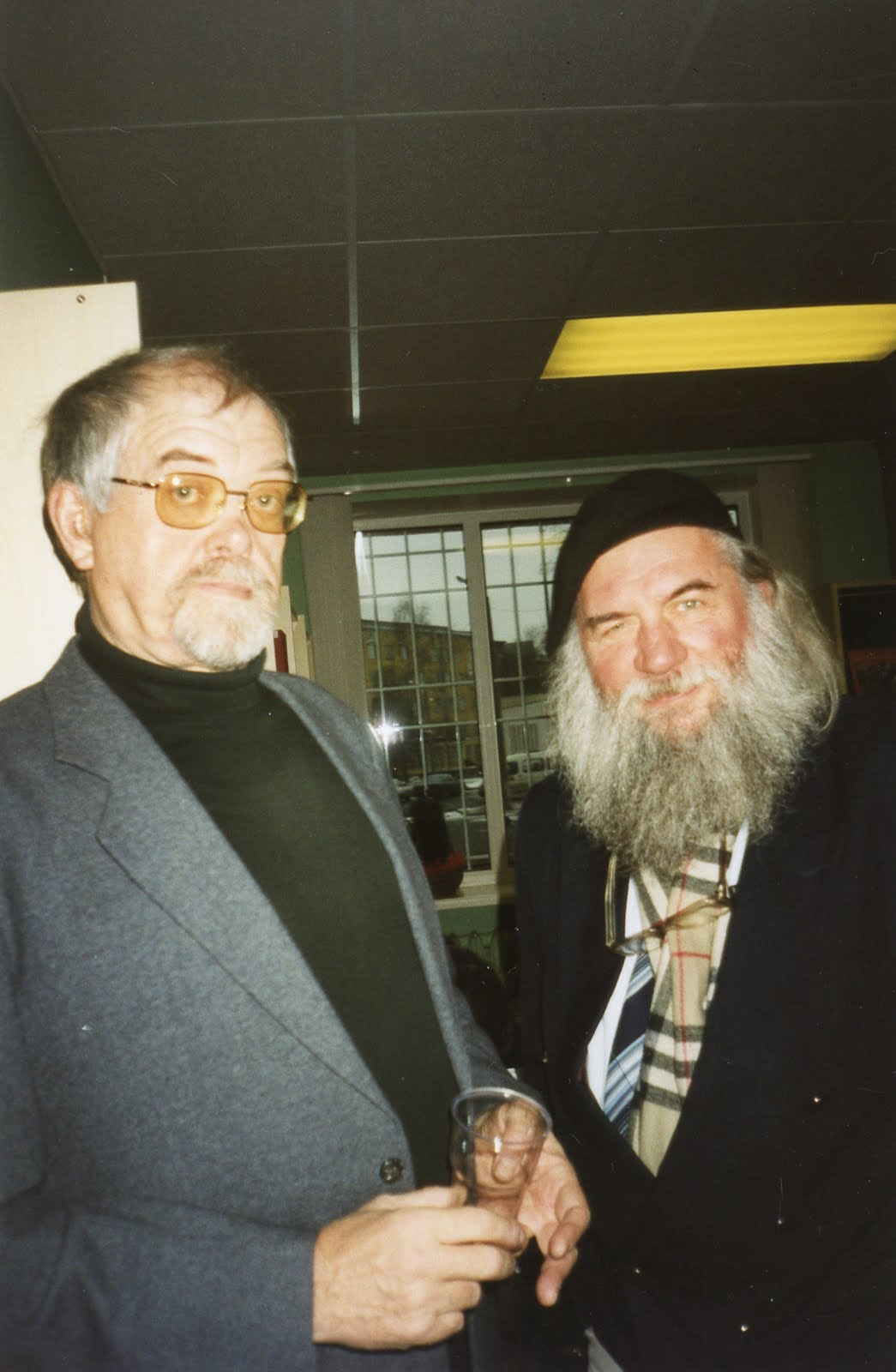
Henno Käo (links) und Ott Arder, 2002

Henno Käo (* 10. Januar 1942 in Laimjala; † 2. Juli 2004 in Tallinn) war ein estnischer Schriftsteller, Graphiker und Buchillustrator.

## Leben
Käo lernte von 1958 bis 1963 auf der Kunstschule in Tartu und arbeitete anschließend von 1963 bis 1968 bei Tallinnfilm als Regisseur von Puppenfilmen. Nach weiteren Fortbildungen war er von 1969 bis 1982 als Künstler bei den Tallinner Freizeitparks angestellt, danach lebte er als freischaffender Schriftsteller in der estnischen Hauptstadt.
Käo war ebenfalls als Sänger beim Musikensemble Peoleo aktiv und schrieb auch Texte für andere Gruppen (Apelsin, Kukerpillid u. a.). Er war seit 1991 Mitglied des estnischen Schriftstellerverbands.

## Werk
Neben Liedtexten verfasste Käo frühzeitig auch Kinderbücher, die er meist selbst illustrierte. Hierin behandelte er ausdrucksstark die Psyche und Einbildungskraft von Kindern und konzentrierte sich zusehends auf fantasiereiche und komische Gespenstergeschichten. In der Kritik wurde er als der „konsequenteste Kinderbuchautor im Bereich der Fantasie“ bezeichnet, da er im Gegensatz zu vielen Kollegen sich kaum um eine realistische Darstellung bemühte. Dagegen begab er sich teilweise sogar ins Genre der Science-Fiction.
Henno Käo publizierte außerdem einige Gedichtbände für Erwachsene (Wohnung der Seele, 2001; Buchstaben und Schemel, 2004). Als Illustrator gestaltete er auch Kinderbücher von Ott Arder, Leelo Tungal, Voldemar Miller und anderen. Einige von Käos Büchern sind ins Dänische, Englische und Russische übersetzt worden, auf Deutsch liegen bislang keine Texte von ihm vor.

## Auszeichnungen
- 2002 Karl-Eduard-Sööt-Preis für Kindergedichte

## Bibliographie
- Suure kivi lood ('Erzählungen vom Großen Stein'). Tallinn: Eesti Raamat 1985. 48 S.
- Kui mind üldse olemas ei oleks ('Wenn es mich überhaupt nicht gäbe'). Tallinn: Eesti Raamat 1986. 47 S.
- Oliüks ('Wareinmal'). Tallinn: Eesti Raamat 1989. 78 S.
- Dondijutud (õudselt jubedad): enamjäolt küll lastele, aga ka kõvema närviga keskealiste keskmisele astmele. ('Geschpenstergeschichten (schrecklich grausam): hauptsächlich wohl für Kinder, aber auch für die zentrale Stufe mittleren Alters, die stärkere Nerven hat'). Tallinn: Tiritamm 1993. 126 S.
- Väike Kahvatu Kummitus ('Das blasse Gespenst'). Tallinn: Egmont Estonia 1994. 32 S.
- Väike sabatäht ('Die kleine Sternschnuppe'). Tallinn: Egmont Estonia 1994. 16 S.
- Lumeröökija ehk Üheksa ametit ('Der Schneeschreier oder Neun Berufe'). Tallinn: Olion 1995. 16 S.
- Noorpagana lood ('Geschichten des jungen Teufels'). Tallinn: Koolibri 1995. 30 S.
- Oliüks ärihaide hambus ('Wareinmal in den Klauen der Geschäftshaie'). Tallinn: Hotger 1999. 83 S.
- Olematu saar? ('Die nicht vorhandene Insel?'). Tallinn: s.n. 1997. 83 S.
- Kaheksajalgade planeet ('Der Planet der Achtfüßler'). Tallinn: Koolibri 1999. 39 S.
- Läbi hõreda kivi ('Durch den spröden Stein'). Tallinn: Faatum 1999. 133 S.
- Hinge korter ('Wohnung der Seele'). Tallinn: Tiritamm 2001. 47 S.
- Kusagil mujal ('Irgendwoanders'). Tallinn: Tiritamm 2000. 56 S.
- Printsuss ('Die Prinzenschlange'). Tallinn: Tiritamm 2001. 125 S.
- Kui veel telekat ei olnud ('Als es noch keinen Fernseher gab'). Tallinn: Ilo 2001. 139 S.
- Maailma loomine ja teisi lugusid ('Die Erschaffung der Welt und andere Geschichten'). Tallinn: Ilo 2001. 94 S.
- Maailma ots ja teisi lugusid ('Das Ende der Welt und andere Geschichten'). Tallinn: Ilo 2002. 95 S.
- Napakad jutud ('Schräge Geschichten'). Tallinn: Ilo 2003 95 S.
- Viimane minut ('Die letzte Minute'). Tallinn: Faatum 2003. 160 S.
- Ahjukoll ja teisi lugusid ('Das Hirngespinst und andere Geschichten'). Tallinn: Ilo 2003. 94 S.
- Tähed ja taburet ('Buchstaben und Schemel'). Tallinn: Faatum 2004. 80 S.
- Väike rüütel Rikardo ('Der kleine Ritter Rikardo'). Tallinn: Tänapäev 2004. 137 S.
- Tähestikulinn ('Die Alphabetstadt'). Tallinn: Faatum 2005. 54 S.
- Siil Sagriku seiklused ('Die Abenteuer von Igel Sagrik'). Tallinn: Tänapäev 2006. 94 S.
- Röövlilaev ('Das Räuberschiff'). Tallinn: TEA Kirjastus 2007. 43 S.
- Mina, emme ja teised ('Ich, Mama und die anderen'). Tallinn: Tänapäev 2008. 125 S.
- Ajamasin ('Die Zeitmaschine'). Tallinn: TEA Kirjastus 2009. 43 S.
- Inimese pesa ('Das Nest des Menschen'). Tallinn: TEA Kirjastus 2009. 37 S.
- Kosmiline teekond – kõige suurem seiklus ('Die kosmische Reise – das größte Abenteuer'). Tallinn: Eesti Urantia Assotsiatsioon 2015. 36 S.